# Huis Jagiello

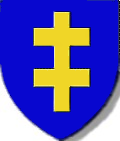
Wapen van het Huis Jagiello

Het huis Jagiello of huis der Jagiellonen (kortweg ook Jagiellonen) was een Europese dynastie die vanaf de middeleeuwen tot in de 16e eeuw over grote gebieden in Oost-Europa regeerde.

## Afkomst
Het huis Jagiello was een tak van het huis der Gediminiden. Hun stamvader was Jogaila (Pools: Jagiełło), een kleinzoon van groothertog Gediminas van Litouwen, die zich in 1386 tot het christendom bekeerde en huwde met Hedwig van Polen, dochter van koning Lodewijk van Hongarije en Polen, waarna hij als Wladislaus II koning van Polen werd.

## Heerschappij
In de loop der eeuwen breidde de heerschappij van de Jagiellonen zich over een groot deel van Oost-Europa uit. Zij legden uiteindelijk de grondslag voor het Pools-Litouwse Gemenebest (Unie van Lublin in 1569). 
Zij waren achtereenvolgens:
- grootvorst van Litouwen (1377-1381, 1382-1392 en 1440-1572)
- koning van Polen (1386-1572 en 1575-1576/86)
- koning van Hongarije (1440-1444 en 1490-1526)
- koning van Bohemen (1471-1526)

## Namen
Omdat de Jagiellonen over een nogal omvangrijk gebied regeerden geeft de spelwijze van de naam nog weleens wat verwarring. Hieronder volgt een overzicht van de naam in verschillende talen:
| Taal         | Meervoud      | Enkelvoud   | Bijvoeglijk naamwoord |
| Hongaars     | Jagellók      | Jagelló     |                       |
| Litouws      | Jogailaičiai  | Jogailaitis |                       |
| Pools        | Jagiellonowie | Jagiellon   | Jagiellończyk         |
| Tsjechisch   | Jagellonci    | Jagellonec  | Jagellonský           |
| Wit-Russisch | Ягайлавічы    | Ягайлавіч   |                       |